# Connithorax
Connithorax barbatus és una espècie d'aranya araneomorfa de la subfamilia Erigoninae, dins de la família Linyphiidae.
Fou descrit per primera vegada per Kiril Ieskov l'any 1993,
És l'únic membre del gènere monotípic Connithorax.

## Distribució
És un endemisme de la Rússia asiàtica.